# Émile Kolb
Émile Kolb (né le 3 juillet 1902 à Differdange au Luxembourg et mort le 1er septembre 1967 à Paris) est un footballeur international luxembourgeois, qui évoluait au poste de défenseur.

## Biographie

### Carrière en sélection
Avec l'équipe du Luxembourg, il joue 14 matchs (pour aucun but inscrit) entre 1924 et 1931. Il joue son premier match en équipe nationale le 29 mai 1924 contre l'Italie et son dernier le 1er mars 1931 contre la Belgique.
Il figure dans le groupe des sélectionnés lors des JO de 1924 et de 1928. Il joue un match lors du tournoi olympique de 1924 puis un autre lors du tournoi de 1928.

## Palmarès
- Champion du Luxembourg en 1923, 1926, 1931 et 1932 avec le Red Boys Differdange
- Vainqueur de la Coupe du Luxembourg en 1925, 1926, 1927, 1929, 1930, 1931 et 1934 avec le Red Boys Differdange